# Perohe

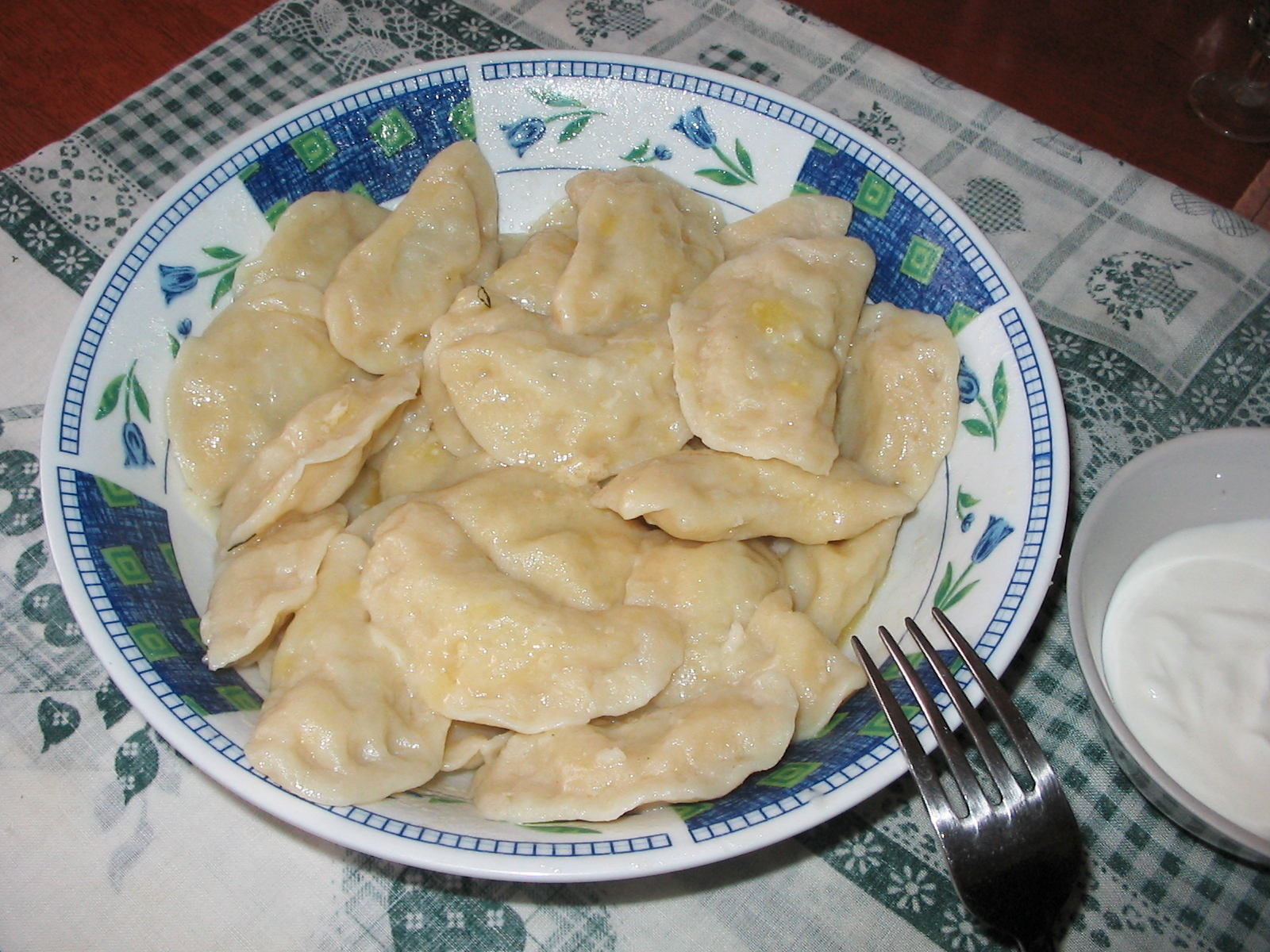
Vareneky com recheio de purê de batatas

O perohe ou vareneky é uma massa cozida, com variados recheios, típica do país da Ucrânia. Tornou-se muito popular no Brasil graças aos restaurantes e pizzarias. Jamais devemos confundir o perohe com o pierogi da Polônia, pois como os historiadores afirmam, o pierogi é uma cópia do aclamado prato ucraniano, pois os poloneses "efetivaram" uma parte do território ucraniano que foi tomado graças a união de Lublin, e assim, adotaram alguns costumes próprios dos ucranianos.
Na Rússia e na Ucrânia, eles são chamados de vareneky. Na Polônia, eles são chamados de pierogi ruskie.

## Etimologia
A palavra perohe significa pastel em ucraniano, enquanto vareneky significa massa recheada. Ambos os nomes são usados para designar esse prato, sendo que no oeste da Ucrânia a pronúncia mais comum é perohe e ao leste, vareneky.

## História
Esse prato é muito consumido mundialmente com o seu recheio de batata amassada, misturada com requeijão fresco azedo. Porém, a receita mais primitiva data do ano 144 [carece de fontes?] e era feita com repolho azedo (kapusta quasno), trigo sarraceno ou sementes de papoula, pois a batata é típica das Américas e apenas no século XVI foi levada à Europa. É absurdamente errôneo afirmar que o perohe ucraniano é similar ao pierogi da Polônia, pois a massa é tradicional e mais leve.

## Recheios
Para rechear esse prato típico, devemos sempre lembrar dos recheios mais tradicionais, como: batatinha cozida e requeijão azedo fresco, trigo sarraceno e requeijão, cogumelos, repolho azedo (kapusta quasno), etc.

## Bebidas
Para acompanhar esse prato, devemos sempre respeitar a tradição eslavo-ucraína, que diz que o perohe(vareneky) deve ser servido com kvas, horilka, café preto ou vinho cabernec. Servir com refrigerante é considerado um "crime" à vasta cultura desse país. Sucos naturais são bem vindos.

## Outras fontes
- SZEWCIW, Ivan: Millennium Committee of the Ukrainian Catholic Council in Australia, 1987. 120 p. : ill., maps ; 21 cm.
- OSBM, Efraim B. Osbm. Milênio da oficialização do cristianismo na Ucrânia. Curitiba. Gráfica Vicentina. 1988, 130p.
- AMÉRICA DO SUL, arquidiocese ortodoxa grega de Buenos Aires e America do Sul. Disponivel em: http://www.ecclesia.com.br/biblioteca/fe_crista_ortodoxa/o_natal_entre_os_ucranianos.html